# Santa Catarina (San Luis Potosí)
Santa Catarina è una municipalità dello stato di San Luis Potosí, nel Messico centrale, il cui capoluogo è la omonima località.
Conta 11.835 abitanti e ha una estensione di 640,89 km².